# James Phipps
James Phipps (1788 - 1853) fue la primera persona a la que Edward Jenner le dio la vacuna experimental contra la viruela vacuna. Jenner conocía la creencia local de que los trabajadores de las lecherías que habían contraído una infección relativamente leve llamada viruela vacuna eran inmunes a la viruela, y probó su teoría con James Phipps.

## Primeros años y vacunación contra laviruela
Phipps nació en la parroquia de Berkeley, en Gloucestershire, de un trabajador pobre sin tierra que trabajaba como jardinero de Jenner. Fue bautizado en la iglesia parroquial de St Mary, Berkeley, cuando tenía 4 años.

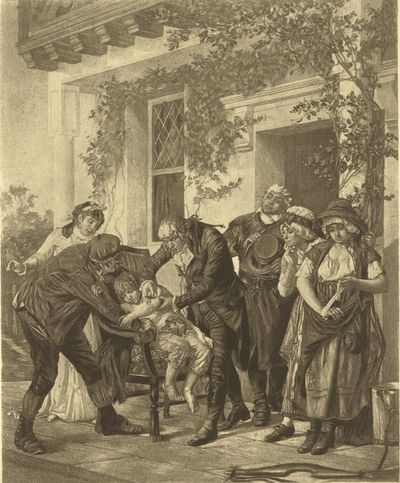
La inoculación de James Phipps por Edward Jenner. Litografía de Gaston Mélingue (hacia 1894).

El 14 de mayo de 1796 fue seleccionado por Jenner, quien tomó "un niño sano, de unos ocho años, para inocularlo contra la viruela bovina". Jenner tomó un poco de líquido de las vesículas causadas por la viruela en la mano de una lechera llamada Sarah Nelmes (en un manuscrito inédito Jenner se refiere a ella como Lucy Nelmes  ) e inoculó a Phipps con dos pequeños cortes en la piel del brazo del niño.
Jenner escribió: El séptimo día se quejó de malestar en la axila y el noveno sintió un poco de frío, perdió el apetito y tuvo un leve dolor de cabeza. Durante todo este día estuvo sensiblemente indispuesto y pasó la noche con cierto grado de inquietud, pero al día siguiente se encontraba perfectamente bien.  Aproximadamente seis semanas después, Jenner inoculó al niño con viruela que no tuvo ningún efecto, y llegó a la conclusión de que ahora tenía una protección completa contra la viruela. Posteriormente, Phipps fue inoculado con viruela más de veinte veces sin sucumbir a la enfermedad.
A menudo se cita incorrectamente a Phipps como la primera persona en ser vacunada contra la viruela mediante la inoculación con viruela vacuna: otras personas se habían sometido al procedimiento antes que él. En 1791, Peter Plett de Kiel en el Ducado de Holstein (ahora Alemania ) inoculó a tres niños, y Benjamin Jesty de Yetminster en Dorset realizó el procedimiento en tres miembros de la familia en 1774. Sin embargo, Jenner incluyó su descripción de la vacunación de Phipps y una ilustración de la mano de Sarah Nelmes de la que se tomó el material en su Investigación publicada en 1798. Junto con una serie de vacunaciones que demostraron que la vacuna se podía mantener mediante transferencia de brazo a brazo y la información sobre la selección del material adecuado, la Investigación de Jenner fue el primer relato publicado de vacunación.

## Vida posterior

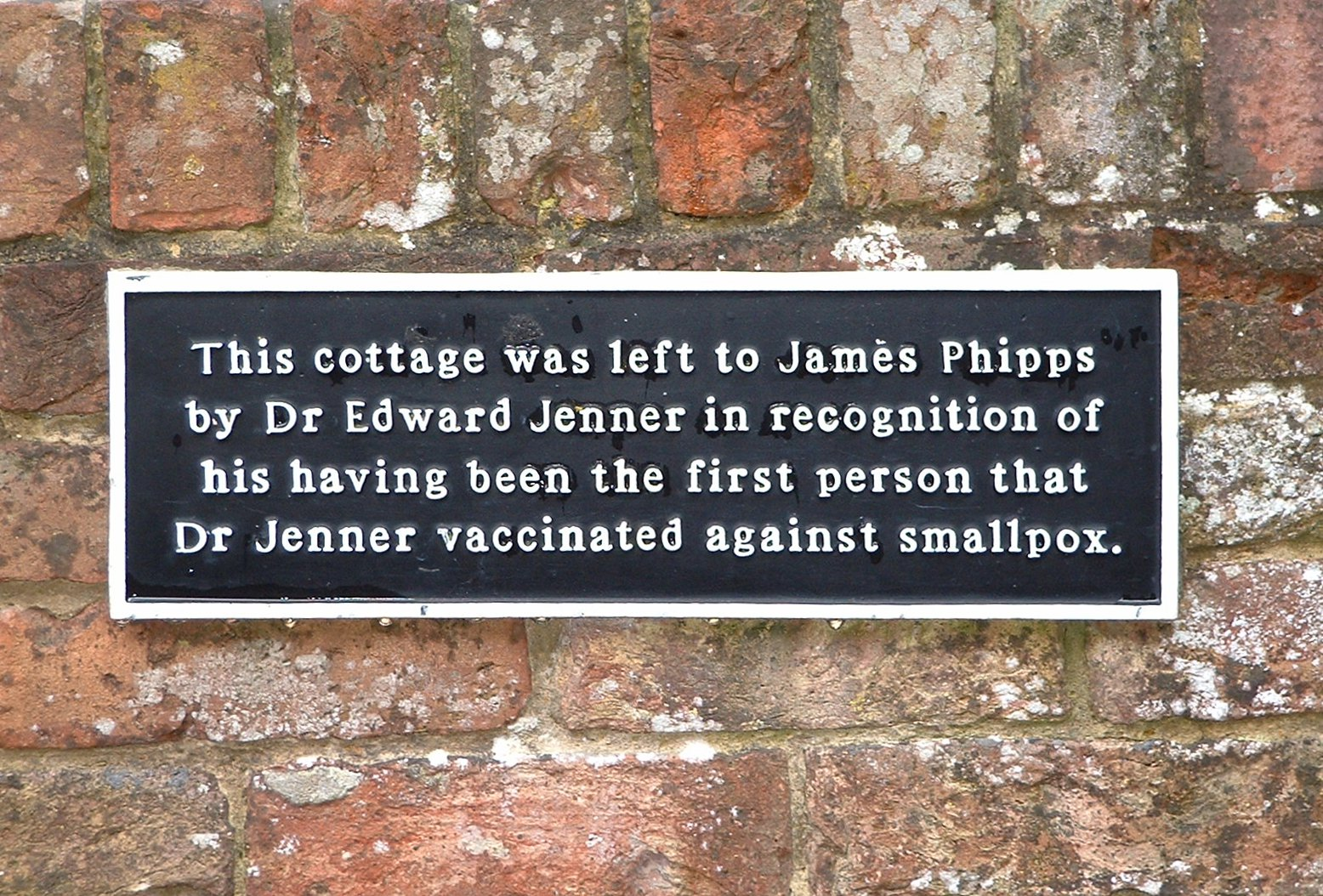
Placa en la cabaña de James Phipps, en Berkeley

Más adelante en la vida de Phipps, Jenner les dio a él, a su esposa y a sus dos hijos un alquiler gratuito de una casa de campo en Berkeley, que pasó a albergar el Museo Edward Jenner entre 1968 y 1982. Phipps asistió al funeral de Jenner el 3 de febrero de 1823.
En 1853, Phipps fue enterrado en la iglesia de St Mary en Berkeley, donde había sido bautizado. Jenner también fue enterrado en esta iglesia.